# 西切里鎮區 (堪薩斯州蒙哥馬利縣)
西切里鎮區（英語：West Cherry Township）是位於美國堪薩斯州蒙哥馬利縣的一個行政鎮區。

## 地方資料
西切里鎮區的面積為102.62平方千米，當中陸地面積為101.79平方千米，而水域面積為0.83平方千米。根據2010年美國人口普查的數據，當地共有人口307人，而人口密度為每平方千米2.99人。

## 外部連結
- US-Counties.com
- City-Data.com （页面存档备份，存于）